# ميشيل برونيه (مؤرخ)
ميشيل برونيه هو مؤرخ كندي، ولد في 24 يوليو 1917 في مونتريال في كندا، وتوفي بنفس المكان في 4 سبتمبر 1985.